# Premio Internacional de Cuentos Miguel de Unamuno
Desde 1964, la obra social de Caja Duero viene convocando el Premio Internacional de Cuentos Miguel de Unamuno. En sus últimas ediciones, su jurado ha estado presidido por el director de la Real Academia Española, Víctor García de la Concha.